# Scatopse dampfi
Scatopse dampfi är en tvåvingeart som först beskrevs av Oswald Duda 1928.  Scatopse dampfi ingår i släktet Scatopse och familjen dyngmyggor. Inga underarter finns listade i Catalogue of Life.